# Kamienica Pod Błękitnym Kołem we Wrocławiu
Kamienica Pod Błękitnym Kołem – kamienica stojąca przy ulicy Ruskiej 18 we Wrocławiu.

## Historia kamienicy
Renesansowa kamienica została wzniesiona w drugiej połowie XVI wieku na bazie wcześniejszego domu gotyckiego. W drugim ćw. XVIII wieku fasada budynku została przebudowana i nadano jej formę barokową oraz dodano trzecią kondygnację zakończoną mansardowym dachem i dwukondygnacyjnym szczytem i strychem. Ściana frontowa i boczna była murowana; ściana tylna oraz ściany wewnętrzne były wykonane w konstrukcji szachulcowej. W 1879 w części parterowej zamontowano witryny sklepowe. W latach 1856–1878 kamienica pełniła funkcję bożnicy Marcusa Raphaela
W 1994 roku kamienica została odremontowana.

## Architektura
Kamienica Pod Błękitnym Kołem jest kamienicą szczytową, pięciokondygnacyjną, dwuipółtraktową (wg Wojciecha Brzezowskiego wnętrze miało układ trzytraktowy), czteroosiową. W osi zewnętrznej, zachodniej, umieszczono renesansowy portal prowadzący do sieni przelotowej. Okna ujęte są uszakowymi obramieniami a między nimi umieszczono malowane płycizny. Okna w tylnej elewacji zostały umieszczone w profilowanych renesansowych opaskach.   